# Rheinallt H. Rowlands
Rheinallt H. Rowlands, auch Rheinallt H Rowlands geschrieben, war eine Band aus Llanfairpwllgwyngyll, die zwischen 1991 und 2001 existierte.

## Geschichte
Die Band war eine Idee von Alan Holmes (ex "Ectogram") und bestand aus Oz Wright und Dewi Evans und wurde ursprünglich gegründet, um die Compilation-Parodie Hen Wlad y Lladd-dai (Land of the Slaughterhouses) mit Liedern imaginärer Sänger und Gruppen herauszubringen. Evans und Wright – alias „Rheinallt H. Rowlands“ – führten folgende Hintergrundgeschichte ein:
„Am 17. Mai 1980 wurde der Steinbruch, in dem Rheinallt H. Rowlands während der letzten dreizehn Jahre arbeitete, geschlossen und alle Arbeiter wurden entlassen. Fast bis zum Rande des Selbstmordes getrieben, kehrte Rheinallt ein letztes Mal zu seiner dreizehn Meilen entfernten einsamen Hütte zurück, setzte sich in seinen alten Holzstuhl und aß eine Suppe. Da er die Stille unerträglich fand, drehte er sein altes Röhrenradio an und suchte seinen alten Haussender. Versehentlich landete er bei John Peel auf BBC, Radio 1. Rheinallt, der solch neumodischen Unsinn normalerweise nicht länger als eine Sekunde ertrug, wurde plötzlich von der traurigen Stimme eines Sängers, die aus dem kratzenden Lautsprecher kam, stark berührt. Als das Stück endete, erfuhr Rheinallt, dass die Stimme von Ian Curtis bzw. der damals populären Gruppe Joy Division stammte und dass Ian an genau diesem Tag Selbstmord begangen hatte. Diese Nachricht verstärkte aber nicht Rheinallts Depression, sondern er ließ sich vielmehr dadurch dazu inspirieren, eine Karriere als Popsänger zu starten. Der Rest ist, wie es heißt, Geschichte.“
Nachdem DJ Nia Melville vom walisischen Sender BBC Radio Cymru das Album der Musiker hörte, lud er sie zu einer Session im Rahmen der Show „Heno Bydd yr Adar yn Canu“ ein. Nach dem Erfolg dieser Aufnahmen entschieden Evans und Wright, weiter unter dem Namen "Rheinallt H. Rowlands" aufzutreten.
Ihr erstes Album, „Hendaid Brân ein Straeon Eraill“ (Great-Grandfather Crow and Other Tales), wurde nur als Cassette im Jahr 1993 auf Central Slate records herausgebracht. Diese Aufnahme wurde 1998 von „ankstmusik“ neu veröffentlicht. Danach folgte „Bukowski“ im Jahr 1996. Das Album erhielt große Aufmerksamkeit in der Presse und die Musik wurde mit der von Scott Walker, Ennio Morricone und The Divine Comedy verglichen. The Independent wählte das Album als eines der besten des Jahres. Das letzte Rowlands-Album, „Rheinallt III“, wurde 2001 veröffentlicht und beinhaltete eine Neuaufnahme ihrer walisischsprachigen Coverversion von Joy Divisions „New Dawn Fades“, Gwawr Newydd Yn Cilio.
Ein paar Monate nach der Veröffentlichung von „Rheinallt III“ beschlossen Evans und Wright, die Band aufzulösen. Evans konzentriert sich seither auf seine Arbeit als Komponist und Wright arbeitet in seiner eigenen Schreinerei.